# Ramon Pink
Ramon Pink (ur. 1 marca 1964) – wschodnioniemiecki judoka.
Startował w Pucharze Świata w 1989. Brązowy medalista mistrzostw Europy w 1986; piąty w 1984. Trzeci na akademickch MŚ w 1988. Mistrz Europy juniorów w 1982. Mistrz NRD w 1984 i 1989 roku.